# Assedio di Kanbara
L'assedio di Kambara del 1569 fu uno dei numerosi assedi effettuati dai Takeda nei territori del Clan Hōjō durante il periodo Sengoku. Takeda Katsuyori, figlio del daimyō Takeda Shingen, guidò l'assedio al castello di Kanbara che era difeso da una guarnigione di 1 000 soldati comandati da Hōjō Tsunashige, nipote di Hōjō Sōun.
Il castello cadde il 6 Dicembre 1569.